# Zeche Vereinigte Schelle & Haberbank
Die Zeche Vereinigte Schelle & Haberbank in Sprockhövel-Niedersprockhövel ist ein ehemaliges Steinkohlenbergwerk. Das Bergwerk war auch unter den Namen Zeche Haberbank & Schelle bekannt und ist aus der Vereinigung von zwei eigenständigen Bergwerken entstanden.

## Geschichte

### Die Anfänge
Im Jahr 1826 waren die oberhalb liegenden Kohlenvorräte der beiden benachbarten Zechen Haberbank und Schelle aufgebraucht. Aus diesem Grund beschlossen die Gewerken der beiden Bergwerke, gemeinsam zum Tiefbau überzugehen. Noch im selben Jahr kam es unterhalb der Stollensohle zur Vereinigung der beiden Bergwerke. Als Name für das neu gegründete Bergwerk wurde der Name Schelle & Haberbank gewählt. Oberhalb der Stollensohle blieben beide Bergwerke bis zu ihrer Stilllegung eigenständig in Betrieb. Im Jahr 1827 begann man damit, den Schacht Caroline tiefer zu teufen. Dieser Schacht war ein Maschinenschacht der stillgelegten Zeche Sperberg. Der Schacht befand sich auf der Hohen Egge im Bereich der heutigen Straßenecke Zwischenweg / Unterweg. Im Jahr 1830 war der Schacht Caroline soweit tiefer geteuft, dass bei einer Teufe von 49½ Lachtern die Maschinensohle angelegt werden konnte. Die Stollensohle befand sich in einer Teufe von 28 Lachtern. Im selben Jahr wurde am Schacht Caroline eine Dampfmaschine in Betrieb genommen. Dies war eine kombinierte Maschine, die gleichzeitig für die Wasserhaltung und als Fördermaschine eingesetzt wurde. Es war die erste Dampfmaschine, die in Sprockhövel in Betrieb war. Neben dem Schacht Caroline waren zu diesem Zeitpunkt auch die Schächte Glücksanfang, Piele und Wachauf in Betrieb. Im Jahr 1832 begann man, den alten Haberbänker Stollen zu säubern. Der Stollen befand sich im Bereich der Talaue. In diesem Bereich war der Boden sehr lehmhaltig und der Stollen konnte nicht offengehalten werden. Aus diesem Grund wurde am Uhlenbruch ein neuer Stollen angesetzt.

### Der weitere Betrieb bis zur Stilllegung
Im Jahr 1835 wurde der Schacht Caroline tiefer geteuft. Der Schacht erreichte eine Endteufe von 122 Metern. Am 25. November des Jahres 1837 wurde ein Beilehn verliehen. Im Jahr 1840 war der Schacht Caroline in Betrieb. Da die Lagerstätten in der Tiefe der Mulde immer kleiner wurden, waren die Lagerstättenvorräte sehr schnell abgebaut. Bereits im November des Jahres 1841 waren nur wenige aufgeschlossene Vorräte vorhanden. Im Dezember desselben Jahres kam es zu einem Wassereinbruch. Dies führte dazu, dass der Betrieb im Tiefbau stillgelegt wurde. Im darauffolgenden Jahr waren die Schächte Caspar, Caroline und Piele noch in Betrieb. Im Jahr 1845 war nur noch der Schacht Caspar in Betrieb. Am 21. Februar des Jahres 1846 wurde die Zeche Vereinigte Schelle & Haberbank endgültig stillgelegt. Der Grund für die Stilllegung war die schlechte Qualität der abgebauten Kohlen. Am 11. April des Jahres 1853 wurde die Berechtsame gelöscht. In der Mitte des 20. Jahrhunderts baute die Zeche Alte Haase in dem Grubenfeld die noch tiefer liegenden Magerkohlen ab, die zur Zeit der Zeche Vereinigte Schelle & Haberbank aufgrund der Teufe nicht abgebaut werden konnten.

### Förderung und Belegschaft
Die ersten Förderzahlen stammen aus dem Jahr 1830, in diesem Jahr wurden 5064 Tonnen Steinkohle gefördert. 1835 wurde eine Förderung von 7461 Tonnen Steinkohle erbracht. Im Jahr 1840 wurden 22.834 preußische Tonnen Steinkohle gefördert. Im Jahr 1842 sank die Förderung des Bergwerks auf 4235 preußische Tonnen Steinkohle. Im Jahr 1845 wurde mit zwölf Bergleuten eine Förderung von 2558 Tonnen Steinkohle erbracht. Dies sind auch die letzten bekannten Förder- und Belegschaftszahlen des Bergwerks.

## Heutiger Zustand
Von der ehemaligen Zeche Vereinigte Schelle & Haberbank ist fast nichts mehr vorhanden. Es befindet sich noch ein Pingenfeld am westlichen Rand auf der hohen Egge. Die Pingen gehören zur ehemaligen Zeche und den Vorgängerbergwerken. Das ehemalige Bergwerk ist heute Bestandteil des Pleßbachweges. Außerdem existiert noch ein vom Bergwerk angelegter Brunnen. Durch den Tiefbau des Bergwerks war der alte Brunnen der Witwe Hetbleck trockengefallen und das Bergwerk musste ihr einen neuen Brunnen anlegen.